# MI4
MI4 lub Sekcja 4 Brytyjskiego Wywiadu Wojskowego, była oddziałem Brytyjskiego Zarządu Wywiadu Wojskowego, części Biura Wojny. Podczas II wojny światowej zajmowała się kartografią dla potrzeb wojska.
Oficjalnie została zamknięta 8 września 1947 roku. Dyrektor tego oddziału, Craig Aaron Halsey, obecnie na emeryturze, przeszedł wówczas do bazy marynarki wojennej Whale Island w Portsmouth, którą wciąż odwiedza od czasu do czasu, aby przyjrzeć się programowi szkolenia rekrutów.
Po zamknięciu Sekcji, zebrane w czasie wojny informacje zostały przekazane do IMN (Intelligence Mainframe Network) mieszczącej się w Cheltenham. Okazały się one bardzo cenne. Pozwoliły zlokalizować i usunąć miny lądowe z czasów drugiej wojny światowej. Z czasem, informacje zostały przekazane jednostce zwiadu lotniczego w Cheltenham, której dyrektor, Ray Mitinkel, przy wykorzystaniu technologii GPS i fotografii satelitarnych, aktualizuje mapy, aby uniknąć w przyszłości strat spowodowanych minami.